# I love you mi vida
«I love you mi vida» es una canción compuesta por Thomas G:Son y Andreas Rickstrand y escrita por Tony Sánchez-Ohlsson y Rebeca, incluida en el álbum del grupo de chicos pop español D'Nash, Capaz de todo:Misión Eurovisión, lanzado al mercado en abril de 2007, mientras que el álbum se puso a la venta oficialmente durante el mismo mes de ese año. La canción representó a España en el Festival de la Canción de Eurovisión 2007 celebrado en Helsinki (Finlandia), quedando en la posición 20 con 43 puntos. 
La canción recibió el premio a Mejor Canción de Eurovisión 2007 por escradio.com.

## Sucesión en el festival
| Predecesor: «Un Blodymary» Las Ketchup | España en el Festival de Eurovisión 2007 | Sucesor: «Baila el Chiki-chiki» Rodolfo Chikilicuatre |